# 2014–2015-ös UEFA-bajnokok ligája
A 2014–2015-ös UEFA-bajnokok ligája a legrangosabb európai nemzetközi labdarúgókupa volt, mely jelenlegi nevén 23., jogelődjeivel együttvéve 60. alkalommal került kiírásra. A döntőnek a berlini Olimpiai Stadion adott otthont.
Ez volt az első olyan szezon, amikor az UEFA pénzügyi fair play szabályait is figyelembe vették. Amelyik csapat gazdálkodását az UEFA pénzügyi ellenőrző bizottsága nem találta rendben, az nem indulhatott. Gibraltár 2013-ban lett az UEFA tagja, először ebben a szezonban indíthatott csapatot.
A sorozatot a spanyol FC Barcelona nyerte meg, amely története 5. BL/BEK sikerét aratta.

## A besorolás rendszere
A 2014–2015-ös UEFA-bajnokok ligájában az Európai Labdarúgó-szövetség (UEFA) 53 tagországának 77 csapata vett részt (Liechtenstein nem rendezett bajnokságot). Az országonként indítható csapatok számát, illetve a csapatok selejtezőköri besorolását az UEFA ország-együtthatója alapján végezték.
A 2014–2015-ös UEFA-bajnokok ligájában országonként indítható csapatok száma
- az 1–3. helyen rangsorolt országok négy csapatot,
- a 4–6. helyen rangsorolt országok három csapatot,
- a 7–15. helyen rangsorolt országok két csapatot,
- a 16–54. helyen rangsorolt országok (kivéve Liechtenstein) egy csapatot indíthattak.
- A 2013–2014-es BL győztesének a csoportkörben biztosítottak helyet, amely a bajnoki helyezése alapján is indulási jogot szerzett, ezért a BL címvédőjének helyét nem használták fel.

### Rangsor
A 2014–2015-ös UEFA-bajnokok ligája kiosztott helyeihez a 2013-as ország-együtthatót vették alapul, amely az országok csapatainak teljesítményét vette figyelembe a 2008–09-es szezontól a 2012–13-asig.
| Hely. | Szövetség     | Koeff. | Cs |
| ----- | ------------- | ------ | -- |
| 1.    | Spanyolország | 88,025 | 4  |
| 2.    | Anglia        | 82,963 | 4  |
| 3.    | Németország   | 79,614 | 4  |
| 4.    | Olaszország   | 64,147 | 3  |
| 5.    | Portugália    | 59,168 | 3  |
| 6.    | Franciaország | 59,000 | 3  |
| 7.    | Ukrajna       | 49,758 | 2  |
| 8.    | Oroszország   | 46,332 | 2  |
| 9.    | Hollandia     | 44,729 | 2  |
| 10.   | Törökország   | 34,500 | 2  |
| 11.   | Belgium       | 34,400 | 2  |
| 12.   | Görögország   | 34,000 | 2  |
| 13.   | Svájc         | 28,925 | 2  |
| 14.   | Ciprus        | 26,833 | 2  |
| 15.   | Dánia         | 25,700 | 2  |
| 16.   | Ausztria      | 25,375 | 1  |
| 17.   | Csehország    | 23,725 | 1  |
| 18.   | Románia       | 23,024 | 1  |

| Hely. | Szövetség           | Koeff. | Cs |
| ----- | ------------------- | ------ | -- |
| 19.   | Izrael              | 22,875 | 1  |
| 20.   | Fehéroroszország    | 20,875 | 1  |
| 21.   | Lengyelország       | 20,750 | 1  |
| 22.   | Horvátország        | 19,583 | 1  |
| 23.   | Svédország          | 15,625 | 1  |
| 24.   | Skócia              | 15,191 | 1  |
| 25.   | Szerbia             | 14,625 | 1  |
| 26.   | Szlovákia           | 14,208 | 1  |
| 27.   | Norvégia            | 14,175 | 1  |
| 28.   | Bulgária            | 12,250 | 1  |
| 29.   | Magyarország        | 11,750 | 1  |
| 30.   | Szlovénia           | 9,708  | 1  |
| 31.   | Grúzia              | 9,166  | 1  |
| 32.   | Azerbajdzsán        | 8,541  | 1  |
| 33.   | Finnország          | 8,508  | 1  |
| 34.   | Bosznia-Hercegovina | 7,833  | 1  |
| 35.   | Moldova             | 7,666  | 1  |
| 36.   | Írország            | 7,375  | 1  |

| Hely. | Szövetség      | Koeff. | Cs |
| ----- | -------------- | ------ | -- |
| 37.   | Litvánia       | 6,500  | 1  |
| 38.   | Kazahsztán     | 5,958  | 1  |
| 39.   | Lettország     | 5,791  | 1  |
| 40.   | Izland         | 5,416  | 1  |
| 41.   | Montenegró     | 5,250  | 1  |
| 42.   | Macedónia      | 5,250  | 1  |
| 43.   | Albánia        | 4,166  | 1  |
| 44.   | Málta          | 3,958  | 1  |
| 45.   | Liechtenstein  | 3,500  | 0  |
| 46.   | Luxemburg      | 3,375  | 1  |
| 47.   | Észak-Írország | 3,083  | 1  |
| 48.   | Wales          | 2,583  | 1  |
| 49.   | Észtország     | 2,208  | 1  |
| 50.   | Örményország   | 1,750  | 1  |
| 51.   | Feröer         | 1,583  | 1  |
| 52.   | San Marino     | 0,666  | 1  |
| 53.   | Andorra        | 0,500  | 1  |
| 54.   | Gibraltár      | 0,000  | 1  |

### Lebonyolítás
A torna lebonyolítása az alábbi volt.
A BL címvédője (Real Madrid) a bajnokságban elért helyezése alapján is részvételi jogot szerzett. Emiatt a következő változások voltak a lebonyolításban:
- A 13. helyen rangsorolt bajnokság győztese (Svájc) a 3. selejtezőkörből a csoportkörbe került.
- A 16. helyen rangsorolt bajnokság győztese (Ausztria) a 2. selejtezőkörből a 3. selejtezőkörbe került.
- A 47. és 48. helyen rangsorolt bajnokságok győztesei (Észak-Írország, Wales) az 1. selejtezőkörből a 2. selejtezőkörbe került.

|                                      |                                      | A szakaszban bekapcsolódó csapatok | Az előző forduló továbbjutói                                                      |
| ------------------------------------ | ------------------------------------ | --- | --------------------------------------------------------------------------------- |
| 1. selejtezőkör (8 csapat)           | 1. selejtezőkör (8 csapat)           | - 6 bajnok a 49–54. helyen rangsorolt bajnokságokból |                                                                                   |
| 2. selejtezőkör (34 csapat)          | 2. selejtezőkör (34 csapat)          | - 31 bajnok a 17–48. helyen rangsorolt bajnokságokból (kivéve Liechtenstein)                                                                                     | - 3 győztes az 1. selejtezőkörből                                                 |
| 3. selejtezőkör                      | Bajnoki ág (20 csapat)               | - 3 bajnok a 14–16. helyen rangsorolt bajnokságokból | - 17 győztes a 2. selejtezőkörből                                                 |
| 3. selejtezőkör                      | Nem bajnoki ág (10 csapat)           | - 9 második a 7–15. helyen rangsorolt bajnokságokból - 1 harmadik a 6. helyen rangsorolt bajnokságból                                                            |                                                                                   |
| Rájátszás                            | Bajnoki ág (10 csapat)               | | - 10 győztes a 3. selejtezőkör bajnoki ágáról                                     |
| Rájátszás                            | Nem bajnoki ág (10 csapat)           | - 2 harmadik a 4–5. helyen rangsorolt bajnokságokból - 3 negyedik az 1–3. helyen rangsorolt bajnokságokból                                                       | - 5 győztes a 3. selejtezőkör nem bajnoki ágáról                                  |
| Csoportkör (32 csapat)               | Csoportkör (32 csapat)               | - 13 bajnok az 1–13. helyen rangsorolt bajnokságokból - 6 második az 1–6. helyen rangsorolt bajnokságokból - 3 harmadik az 1–3. helyen rangsorolt bajnokságokból | - 5 győztes a rájátszás bajnoki ágáról - 5 győztes a rájátszás nem bajnoki ágáról |
| Egyenes kieséses szakasz (16 csapat) | Egyenes kieséses szakasz (16 csapat) | | - 8 csoportgyőztes - 8 csoportmásodik                                             |

### Csapatok
A 2014–2015-ös UEFA-bajnokok ligájában az alábbi 77 csapat vett részt. Zárójelben a csapat bajnokságban elért helyezése olvasható.
| Csoportkör              | Csoportkör                    | Csoportkör                  | Csoportkör            |
| ----------------------- | ----------------------------- | --------------------------- | --------------------- |
| Real MadridCV (3.)      | Bayern München (1.)           | Sporting CP (2.)            | Galatasaray (2.)TUR   |
| Atlético de Madrid (1.) | Borussia Dortmund (2.)        | Paris Saint-Germain (1.)    | Anderlecht (1.)       |
| FC Barcelona (2.)       | Schalke 04 (3.)               | AS Monaco (2.)              | Olimbiakósz (1.)      |
| Manchester City (1.)    | Juventus (1.)                 | Sahtar Doneck (1.)          | FC Basel (1.)         |
| Liverpool FC (2.)       | AS Roma (2.)                  | CSZKA Moszkva (1.)          |                       |
| Chelsea (3.)            | Benfica (1.)                  | Ajax (1.)                   |                       |
| Rájátszás               |                               |                             |                       |
| Bajnoki ág              | Nem bajnoki ág                | Nem bajnoki ág              | Nem bajnoki ág        |
|                         | Athletic Bilbao (4.)          | Bayer Leverkusen (4.)       | FC Porto (3.)         |
| Arsenal (4.)            | SSC Napoli (3.)               |                             |                       |
| 3. selejtezőkör         |                               |                             |                       |
| Bajnoki ág              | Nem bajnoki ág                | Nem bajnoki ág              | Nem bajnoki ág        |
| APÓEL (1.)              | Lille OSC (3.)                | Beşiktaş JK (3.)TUR         | AÉ Lemeszú (2.)       |
| Aalborg BK (1.)         | Dnyipro Dnyipropetrovszk (2.) | Standard de Liège (2.)      | FC København (2.)     |
| Red Bull Salzburg (1.)  | Zenyit (2.)                   | Panathinaikósz (2.)         |                       |
|                         | Feyenoord (2.)                | Grasshopper (2.)            |                       |
| 2. selejtezőkör         |                               |                             |                       |
| Sparta Praha (1.)       | Partizan (2.)SRB              | HJK (1.)                    | Sutjeska Nikšić (1.)  |
| Steaua București (1.)   | Slovan Bratislava (1.)        | Zrinjski Mostar (1.)        | Rabotnicski (1.)      |
| Makkabi Tel-Aviv (1.)   | Strømsgodset (1.)             | Sheriff Tiraspol (1.)       | Skënderbeu Korçë (1.) |
| BATE Bariszav (1.)      | Ludogorec Razgrad (1.)        | St. Patrick’s Athletic (1.) | Valletta FC (1.)      |
| Legia Warszava (1.)     | Debreceni VSC (1.)            | Žalgiris Vilnius (1.)       | F91 Dudelange (1.)    |
| Dinamo Zagreb (1.)      | NK Maribor (1.)               | Aktöbe FK (1.)              | Cliftonville (1.)     |
| Malmö FF (1.)           | Dinamo Tbiliszi (1.)          | FK Ventspils (1.)           | The New Saints (1.)   |
| Celtic (1.)             | Qarabağ (1.)                  | KR (1.)                     |                       |
| 1. selejtezőkör         |                               |                             |                       |
| FC Levadia (1.)         | HB (1.)                       | FC Santa Coloma (1.)        |                       |
| Bananc (1.)             | La Fiorita (1.)               | Lincoln Red Imps (1.)       |                       |

- Szerbia (SRB): A szerb bajnokság első helyezettjét, a Crvena zvezda csapatát az UEFA kizárta a licenccel és a pénzügyi fair play-jel kapcsolatos szabályok megszegése miatt. Helyette a bajnoki második, a Partizan indulhatott.[8]

- Törökország (TUR): A török bajnokság első helyezettjét, a Fenerbahçe csapatát az UEFA 2013-ban két évre kizárta az európai kupákból, melyet 2013. augusztus 28-án a Nemzetközi Sportdöntőbíróság (CAS) jogerős döntéssel helyben hagyott.[9] A bajnok kvótáját a második helyezett Galatasaray, az üressé vált második helyezett kvótáját pedig a harmadik helyezett Beşiktaş JK kapta meg.

## Fordulók és időpontok
| Szakasz        | Forduló        | Sorsolás dátuma              | 1. mérkőzés                               | 2. mérkőzés                               |
| -------------- | -------------- | ---------------------------- | ----------------------------------------- | ----------------------------------------- |
| Selejtezők     | 1. forduló     | 2014. június 23.             | 2014. július 1–2.                         | 2014. július 8–9.                         |
| Selejtezők     | 2. forduló     | 2014. június 23.             | 2014. július 15–16.                       | 2014. július 22–23.                       |
| Selejtezők     | 3. forduló     | 2014. július 18.             | 2014. július 29–30.                       | 2014. augusztus 5–6.                      |
| Selejtezők     | Rájátszás      | 2014. augusztus 8.           | 2014. augusztus 19–20.                    | 2014. augusztus 26–27.                    |
| Csoportkör     | 1. mérkőzésnap | 2014. augusztus 28. (Monaco) | 2014. szeptember 16–17.                   | 2014. szeptember 16–17.                   |
| Csoportkör     | 2. mérkőzésnap | 2014. augusztus 28. (Monaco) | 2014. szeptember 30. – október 1.         | 2014. szeptember 30. – október 1.         |
| Csoportkör     | 3. mérkőzésnap | 2014. augusztus 28. (Monaco) | 2014. október 21–22.                      | 2014. október 21–22.                      |
| Csoportkör     | 4. mérkőzésnap | 2014. augusztus 28. (Monaco) | 2014. november 4–5.                       | 2014. november 4–5.                       |
| Csoportkör     | 5. mérkőzésnap | 2014. augusztus 28. (Monaco) | 2014. november 25–26.                     | 2014. november 25–26.                     |
| Csoportkör     | 6. mérkőzésnap | 2014. augusztus 28. (Monaco) | 2014. december 9–10.                      | 2014. december 9–10.                      |
| Egyenes kiesés | Nyolcaddöntők  | 2014. december 15.           | 2015. február 17–18., 24–25.              | 2015. március 10–11., 17–18.              |
| Egyenes kiesés | Negyeddöntők   | 2015. március 20.            | 2015. április 14–15.                      | 2015. április 21–22.                      |
| Egyenes kiesés | Elődöntők      | 2015. április 24.            | 2015. május 5–6.                          | 2015. május 12–13.                        |
| Egyenes kiesés | Döntő          | 2015. április 24.            | 2015. június 6., Olimpiai Stadion, Berlin | 2015. június 6., Olimpiai Stadion, Berlin |

## Selejtezők
A selejtezőben a csapatokat kiemeltekre és nem kiemeltekre osztották a 2014-es UEFA klub-együtthatója alapján. Azonos országból érkező csapatok nem játszhattak egymással. A kialakult párosításokban a csapatok oda-visszavágós mérkőzést játszottak egymással.

### 1. selejtezőkör
Az 1. selejtezőkörben 6 csapat vett részt. A párosítások győztesei a 2. selejtezőkörbe jutottak.
| Kiemelt csapatok: - FC Levadia (4,575) - HB (3,175) - FC Santa Coloma (2,166) | Nem kiemelt csapatok: - Bananc (1,325) - La Fiorita (0,699) - Lincoln Red Imps (0,000) |

Párosítások
Az 1. selejtezőkör sorsolását 2014. június 23-án tartották. Az első mérkőzéseket július 1-jén és 2-án, a második mérkőzéseket július 8-án játszották.
| 1. csapat        | Össz.Tooltip Aggregate score | 2. csapat  | 1. mérk. | 2. mérk. |
| ---------------- | ---------------------------- | ---------- | -------- | -------- |
| FC Santa Coloma  | 3–3 (i.g.)                   | Bananc     | 1–0      | 2–3      |
| Lincoln Red Imps | 3–6                          | HB         | 1–1      | 2–5      |
| La Fiorita       | 0–8                          | FC Levadia | 0–1      | 0–7      |

### 2. selejtezőkör
A 2. selejtezőkörben 30 csapat vett részt. A párosítások győztesei a 3. selejtezőkörbe jutottak.
- T: Az 1. selejtezőkörből továbbjutott csapat, a sorsoláskor nem volt ismert.
- A dőlt betűvel írt csapatok az 1. selejtezőkörben egy magasabb együtthatóval rendelkező csapat ellen győztek, és az ellenfél együtthatóját vették figyelembe.

| Kiemelt csapatok: - Steaua București (39,451) - Celtic (36,813) - BATE Bariszav (33,725) - Sparta Praha (28,870) - Dinamo Zagreb (23,925) - Ludogorec Razgrad (18,125) - Makkabi Tel-Aviv (17,875) - Sheriff Tiraspol (17,075) - NK Maribor (16,200) - Legia Warszawa (15,275) - Partizan (14,825) - Debreceni VSC (10,325) - Slovan Bratislava (8,700) - Aktöbe FK (8,150) - FK Ventspils (7,750) - Qarabağ (7,575) - HJK (7,435) | Nem kiemelt csapatok: - Dinamo Tbiliszi (6,975) - Malmö FF (6,265) - KR (5,350) - F91 Dudelange (4,975) - Strømsgodset (4,855) - The New Saints (4,850) - St. Patrick’s Athletic (4,775) - Skënderbeu Korçë (4,600) - FC Levadia (T) 4,575) - Rabotnicski (4,550) - Valletta FC (4,466) - Zrinjski Mostar (4,000) - Cliftonville (3,225) - HB (3,175) (T) - Žalgiris Vilnius (3,050) - Sutjeska Nikšić (2,450) - FC Santa Coloma (2,166) (T) |

Párosítások
A 2. selejtezőkör sorsolását 2014. június 23-án tartották, az 1. selejtezőkör sorsolása után. Az első mérkőzéseket július 15-én és 16-án, a második mérkőzéseket július 22-én és 23-án játszották.
| 1. csapat         | Össz.Tooltip Aggregate score | 2. csapat              | 1. mérk. | 2. mérk. |
| ----------------- | ---------------------------- | ---------------------- | -------- | -------- |
| BATE Bariszav     | 1–1 (i.g.)                   | Skënderbeu Korçë       | 0–0      | 1–1      |
| FC Santa Coloma   | 0–3                          | Makkabi Tel-Aviv       | 0–1      | 0–2      |
| Dinamo Tbiliszi   | 0–4                          | Aktöbe FK              | 0–1      | 0–3      |
| Zrinjski Mostar   | 0–2                          | NK Maribor             | 0–0      | 0–2      |
| Sheriff Tiraspol  | 5–0                          | Sutjeska Nikšić        | 2–0      | 3–0      |
| Sparta Praha      | 8–1                          | FC Levadia             | 7–0      | 1–1      |
| Malmö FF          | 1–0                          | FK Ventspils           | 0–0      | 1–0      |
| Slovan Bratislava | 3–0                          | The New Saints         | 1–0      | 2–0      |
| KR                | 0–5                          | Celtic                 | 0–1      | 0–4      |
| Cliftonville      | 0–2                          | Debreceni VSC          | 0–0      | 0–2      |
| Partizan          | 6–1                          | HB                     | 3–0      | 3–1      |
| Legia Warszawa    | 6–1                          | St. Patrick’s Athletic | 1–1      | 5–0      |
| Rabotnicski       | 1–2                          | HJK                    | 0–0      | 1–2      |
| Dinamo Zagreb     | 4–0                          | Žalgiris               | 2–0      | 2–0      |
| Ludogorec Razgrad | 5–1                          | F91 Dudelange          | 4–0      | 1–1      |
| Valletta FC       | 0–5                          | Qarabağ                | 0–1      | 0–4      |
| Strømsgodset      | 0–3                          | Steaua București       | 0–1      | 0–2      |

1. 1 2  A sorsoláshoz képest a pályaválasztói jogot felcserélték.

### 3. selejtezőkör
A 3. selejtezőkör két ágból állt. A bajnoki ágon 20 csapat, a nem bajnoki ágon 10 csapat vett részt. A párosítások győztesei a rájátszásba jutottak. A bajnoki ág vesztes csapatai az Európa-liga rájátszásába, a nem bajnoki ág vesztes csapatai az Európa-liga rájátszásába kerültek.
- T: A 2. selejtezőkörből továbbjutott csapat, a sorsoláskor nem volt ismert.
- A dőlt betűvel írt csapatok a 2. selejtezőkörben egy magasabb együtthatóval rendelkező csapat ellen győztek, és az ellenfél együtthatóját vették figyelembe.

Bajnoki ág
| Kiemelt csapatok: - Red Bull Salzburg (46,185) - Steaua București (39,451) (T) - APÓEL (37,650) - Celtic (36,813) (T) - BATE Bariszav (33,725) (T) - Sparta Praha (28,870) (T) - Dinamo Zagreb (23,925) (T) - Ludogorec Razgrad (18,125) (T) - Makkabi Tel-Aviv (17,875) (T) - Sheriff Tiraspol (17,075) (T) | Nem kiemelt csapatok: - NK Maribor (16,200) (T) - Legia Warszawa (15,275) (T) - Partizan (14,825) (T) - Debreceni VSC (10,325) (T) - Slovan Bratislava (8,700) (T) - Aktöbe FK (8,150) (T) - Malmö FF (7,750) (T) - Qarabağ (7,575) (T) - HJK (7,435) (T) - Aalborg BK (5,260) |

Nem bajnoki ág
| Kiemelt csapatok: - Zenyit (73,899) - Lille OSC (45,300) - FC København (45,260) - Standard de Liège (38,260) - Beşiktaş JK (34,340) | Nem kiemelt csapatok: - Dnyipro Dnyipropetrovszk (32,193) - Panathinaikósz (30,220) - Feyenoord (13,362) - Grasshopper (9,645) - AÉ Lemeszú (7,650) |

Párosítások
A 3. selejtezőkör sorsolását 2014. július 18-án tartották. Az első mérkőzéseket július 29-én és 30-án, a második mérkőzéseket augusztus 5-én és 6-án játszották.
| 1. csapat                | Össz.Tooltip Aggregate score | 2. csapat         | 1. mérk. | 2. mérk. |
| ------------------------ | ---------------------------- | ----------------- | -------- | -------- |
| Bajnoki ág               |                              |                   |          |          |
| Qarabağ                  | 2–3                          | Red Bull Salzburg | 2–1      | 0–2      |
| Debreceni VSC            | 2–3                          | BATE Bariszav     | 1–0      | 1–3      |
| Slovan Bratislava        | 2–1                          | Sheriff Tiraspol  | 2–1      | 0–0      |
| AaB                      | 2–1                          | Dinamo Zagreb     | 0–1      | 2–0      |
| Legia Warszawa           | 4–4 (i.g.)                   | Celtic            | 4–1      | 0–3      |
| Aktöbe FK                | 3–4                          | Steaua București  | 2–2      | 1–2      |
| NK Maribor               | 3–2                          | Makkabi Tel-Aviv  | 1–0      | 2–2      |
| HJK                      | 2–4                          | APÓEL             | 2–2      | 0–2      |
| Sparta Praha             | 4–4 (i.g.)                   | Malmö FF          | 4–2      | 0–2      |
| Ludogorec Razgrad        | 2–2 (i.g.)                   | Partizan          | 0–0      | 2–2      |
| Nem bajnoki ág           |                              |                   |          |          |
| AÉ Lemeszú               | 1–3                          | Zenyit            | 1–0      | 0–3      |
| Dnyipro Dnyipropetrovszk | 0–2                          | FC København      | 0–0      | 0–2      |
| Feyenoord                | 2–5                          | Beşiktaş JK       | 1–2      | 1–3      |
| Grasshopper              | 1–3                          | Lille OSC         | 0–2      | 1–1      |
| Standard de Liège        | 2–1                          | Panathinaikósz    | 0–0      | 2–1      |

1. ↑  Az UEFA a Celtic–Legia Warszawa mérkőzést Bartosz Bereszyński jogosulatlan szereplése miatt 3–0 arányban a Celtic javára írta. Így a Celtic jutott tovább 4–4-es összesítéssel, idegenben szerzett több góllal. A mérkőzést eredetileg a Legia Warszawa nyerte 2–0-ra.[13]

## Rájátszás
A rájátszás két ágból állt. A bajnoki ágon és a nem bajnoki ágon is egyaránt 10 csapat vett részt. A párosítások győztesei a csoportkörbe jutottak. A vesztes csapatok az Európa-liga csoportkörébe kerültek.
Bajnoki ág
| Kiemelt csapatok: - Red Bull Salzburg (46,185) - Steaua București (39,451) - APÓEL (37,650) - Celtic (36,813) - BATE Bariszav (33,725) | Nem kiemelt csapatok: - Ludogorec Razgrad (18,125) - NK Maribor (16,200) - Slovan Bratislava (8,700) - Malmö FF (6.265) - Aalborg BK (5,260) |

Nem bajnoki ág
| Kiemelt csapatok: - Arsenal (112,949) - FC Porto (105,459) - Zenyit (73,899) - Bayer Leverkusen (70,328) - SSC Napoli (61,387) | - Athletic Bilbao (54,542) - Lille OSC (45,300) - FC København (45,260) - Standard de Liège (38,260) - Beşiktaş JK (34,340) |

Párosítások
A rájátszás sorsolását 2014. augusztus 8-án tartották. Az első mérkőzéseket augusztus 19-én és 20-án, a második mérkőzéseket augusztus 26-án és 27-én játszották.
| 1. csapat         | Össz.Tooltip Aggregate score | 2. csapat         | 1. mérk. | 2. mérk.   |
| ----------------- | ---------------------------- | ----------------- | -------- | ---------- |
| Bajnoki ág        |                              |                   |          |            |
| NK Maribor        | 2–1                          | Celtic            | 1–1      | 1–0        |
| Red Bull Salzburg | 2–4                          | Malmö FF          | 2–1      | 0–3        |
| Aalborg BK        | 1–5                          | APÓEL             | 1–1      | 0–4        |
| Steaua București  | 1–1 (t.: 5–6)                | Ludogorec Razgrad | 1–0      | 0–1 (h.u.) |
| Slovan Bratislava | 1–4                          | BATE Bariszav     | 1–1      | 0–3        |
| Nem bajnoki ág    |                              |                   |          |            |
| Beşiktaş JK       | 0–1                          | Arsenal           | 0–0      | 0–1        |
| Standard de Liège | 0–4                          | Zenyit            | 0–1      | 0–3        |
| FC København      | 2–7                          | Bayer Leverkusen  | 2–3      | 0–4        |
| Lille OSC         | 0–3                          | FC Porto          | 0–1      | 0–2        |
| SSC Napoli        | 2–4                          | Athletic Bilbao   | 1–1      | 1–3        |

## Csoportkör
A csoportkörben az alábbi 32 csapat vett részt:
- 22 csapat ebben a körben lépett be
- 10 győztes csapat a UEFA-bajnokok ligája rájátszásából (5 a bajnoki ágról, 5 a nem bajnoki ágról)

A sorsolás előtt a csapatokat négy kalapba sorolták be a 2014-es klub-együtthatóik sorrendjében.
A csoportkör sorsolását 2014. augusztus 28-án tartották Monacóban. Nyolc darab, egyaránt négycsapatos csoportot alakítottak ki. Azonos országból érkező csapatok, valamint az orosz és ukrán csapatok nem kerülhettek azonos csoportba.
A csoportokban a csapatok körmérkőzéses, oda-visszavágós rendszerben mérkőztek meg egymással. A játéknapok: szeptember 16–17., szeptember 30–október 1., október 21–22., november 4–5., november 25–26., december 9–10.
A csoportok első két helyezettje az egyenes kieséses szakaszba jutott, a harmadik helyezettek a 2014–2015-ös Európa-liga egyenes kieséses szakaszában folytatták, míg az utolsó helyezettek kiestek.
| 1. kalap - Real MadridCV (161,542) - FC Barcelona (157,542) - Bayern München (154,328) - Chelsea (140,949) - Benfica (129,459) - Atlético de Madrid (119,542) - Arsenal (112,949) - FC Porto (105,459) 2. kalap - Schalke 04 (95,328) - Borussia Dortmund (82,328) - Juventus (80,387) - Paris Saint-Germain (80,300) - Sahtar Doneck (78,193) - FC Basel (75,645) - Zenyit (73,899) - Manchester City (72,949) | 3. kalap - Bayer Leverkusen (70,328) - Olimbiakósz (67,720) - CSZKA Moszkva (66,899) - Ajax (61,862) - Liverpool FC (58,949) - Sporting CP (58,459) - Galatasaray (55,340) - Athletic Bilbao (54,542) 4. kalap - Anderlecht (50,260) - AS Roma (39,887) - APÓEL (37,650) - BATE Bariszav (33,725) - Ludogorec Razgrad (18,125) - NK Maribor (16,200) - AS Monaco (11,300) - Malmö FF (6,265) |

### A csoport
| Hely. | Csapat             | M | Gy | D | V | G+ | G– | Gk  | P  | Továbbjutás                                |  | ATL | JUV | OLY | MAL |
| ----- | ------------------ | - | -- | - | - | -- | -- | --- | -- | ------------------------------------------ |  | --- | --- | --- | --- |
| 1.    | Atlético de Madrid | 6 | 4  | 1 | 1 | 14 | 3  | +11 | 13 | Továbbjutott az egyenes kieséses szakaszba |  | —   | 1–0 | 4–0 | 5–0 |
| 2.    | Juventus           | 6 | 3  | 1 | 2 | 7  | 4  | +3  | 10 | Továbbjutott az egyenes kieséses szakaszba |  | 0–0 | —   | 3–2 | 2–0 |
| 3.    | Olimbiakósz        | 6 | 3  | 0 | 3 | 10 | 13 | −3  | 9  | Átkerült az Európa-ligába                  |  | 3–2 | 1–0 | —   | 4–2 |
| 4.    | Malmö FF           | 6 | 1  | 0 | 5 | 4  | 15 | −11 | 3  |                                            |  | 0–2 | 0–2 | 2–0 | —   |

### B csoport
| Hely. | Csapat            | M | Gy | D | V | G+ | G– | Gk  | P  | Továbbjutás                                |  | RM  | BSL | LIV | LUD |
| ----- | ----------------- | - | -- | - | - | -- | -- | --- | -- | ------------------------------------------ |  | --- | --- | --- | --- |
| 1.    | Real Madrid       | 6 | 6  | 0 | 0 | 16 | 2  | +14 | 18 | Továbbjutott az egyenes kieséses szakaszba |  | —   | 5–1 | 1–0 | 4–0 |
| 2.    | FC Basel          | 6 | 2  | 1 | 3 | 7  | 8  | −1  | 7  | Továbbjutott az egyenes kieséses szakaszba |  | 0–1 | —   | 1–0 | 4–0 |
| 3.    | Liverpool FC      | 6 | 1  | 2 | 3 | 5  | 9  | −4  | 5  | Átkerült az Európa-ligába                  |  | 0–3 | 1–1 | —   | 2–1 |
| 4.    | Ludogorec Razgrad | 6 | 1  | 1 | 4 | 5  | 14 | −9  | 4  |                                            |  | 1–2 | 1–0 | 2–2 | —   |

### C csoport
| Hely. | Csapat           | M | Gy | D | V | G+ | G– | Gk | P  | Továbbjutás                                |  | MON | LEV | ZEN | BEN |
| ----- | ---------------- | - | -- | - | - | -- | -- | -- | -- | ------------------------------------------ |  | --- | --- | --- | --- |
| 1.    | AS Monaco        | 6 | 3  | 2 | 1 | 4  | 1  | +3 | 11 | Továbbjutott az egyenes kieséses szakaszba |  | —   | 1–0 | 2–0 | 0–0 |
| 2.    | Bayer Leverkusen | 6 | 3  | 1 | 2 | 7  | 4  | +3 | 10 | Továbbjutott az egyenes kieséses szakaszba |  | 0–1 | —   | 2–0 | 3–1 |
| 3.    | Zenyit           | 6 | 2  | 1 | 3 | 4  | 6  | −2 | 7  | Átkerült az Európa-ligába                  |  | 0–0 | 1–2 | —   | 1–0 |
| 4.    | Benfica          | 6 | 1  | 2 | 3 | 2  | 6  | −4 | 5  |                                            |  | 1–0 | 0–0 | 0–2 | —   |

### D csoport
| Hely. | Csapat            | M | Gy | D | V | G+ | G– | Gk  | P  | Továbbjutás                                |  | DOR | ARS | AND | GAL |
| ----- | ----------------- | - | -- | - | - | -- | -- | --- | -- | ------------------------------------------ |  | --- | --- | --- | --- |
| 1.    | Borussia Dortmund | 6 | 4  | 1 | 1 | 14 | 4  | +10 | 13 | Továbbjutott az egyenes kieséses szakaszba |  | —   | 2–0 | 1–1 | 4–1 |
| 2.    | Arsenal           | 6 | 4  | 1 | 1 | 15 | 8  | +7  | 13 | Továbbjutott az egyenes kieséses szakaszba |  | 2–0 | —   | 3–3 | 4–1 |
| 3.    | Anderlecht        | 6 | 1  | 3 | 2 | 8  | 10 | −2  | 6  | Átkerült az Európa-ligába                  |  | 0–3 | 1–2 | —   | 2–0 |
| 4.    | Galatasaray       | 6 | 0  | 1 | 5 | 4  | 19 | −15 | 1  |                                            |  | 0–4 | 1–4 | 1–1 | —   |

1. 1 2  Egymás elleni eredmény: Borussia Dortmund 2–0 Arsenal, Arsenal 2–0 Borussia Dortmund (döntetlen, az összesített gólkülönbség döntött).

### E csoport
| Hely. | Csapat          | M | Gy | D | V | G+ | G– | Gk  | P  | Továbbjutás                                |  | BAY | MC  | ROM | CSKA |
| ----- | --------------- | - | -- | - | - | -- | -- | --- | -- | ------------------------------------------ |  | --- | --- | --- | ---- |
| 1.    | Bayern München  | 6 | 5  | 0 | 1 | 16 | 4  | +12 | 15 | Továbbjutott az egyenes kieséses szakaszba |  | —   | 1–0 | 2–0 | 3–0  |
| 2.    | Manchester City | 6 | 2  | 2 | 2 | 9  | 8  | +1  | 8  | Továbbjutott az egyenes kieséses szakaszba |  | 3–2 | —   | 1–1 | 1–2  |
| 3.    | AS Roma         | 6 | 1  | 2 | 3 | 8  | 14 | −6  | 5  | Átkerült az Európa-ligába                  |  | 1–7 | 0–2 | —   | 5–1  |
| 4.    | CSZKA Moszkva   | 6 | 1  | 2 | 3 | 6  | 13 | −7  | 5  |                                            |  | 0–1 | 2–2 | 1–1 | —    |

1. 1 2  Egymás elleni eredmény: AS Roma 5–1 CSZKA Moszkva, CSZKA Moszkva 1–1 AS Roma.

### F csoport
| Hely. | Csapat              | M | Gy | D | V | G+ | G– | Gk  | P  | Továbbjutás                                |  | BAR | PSG | AJX | APÓ |
| ----- | ------------------- | - | -- | - | - | -- | -- | --- | -- | ------------------------------------------ |  | --- | --- | --- | --- |
| 1.    | FC Barcelona        | 6 | 5  | 0 | 1 | 15 | 5  | +10 | 15 | Továbbjutott az egyenes kieséses szakaszba |  | —   | 3–1 | 3–1 | 1–0 |
| 2.    | Paris Saint-Germain | 6 | 4  | 1 | 1 | 10 | 7  | +3  | 13 | Továbbjutott az egyenes kieséses szakaszba |  | 3–2 | —   | 3–1 | 1–0 |
| 3.    | Ajax                | 6 | 1  | 2 | 3 | 8  | 10 | −2  | 5  | Átkerült az Európa-ligába                  |  | 0–2 | 1–1 | —   | 4–0 |
| 4.    | APÓEL               | 6 | 0  | 1 | 5 | 1  | 12 | −11 | 1  |                                            |  | 0–4 | 0–1 | 1–1 | —   |

### G csoport
| Hely. | Csapat      | M | Gy | D | V | G+ | G– | Gk  | P  | Továbbjutás                                |  | CHL | SCH | SPO | MRB |
| ----- | ----------- | - | -- | - | - | -- | -- | --- | -- | ------------------------------------------ |  | --- | --- | --- | --- |
| 1.    | Chelsea     | 6 | 4  | 2 | 0 | 17 | 3  | +14 | 14 | Továbbjutott az egyenes kieséses szakaszba |  | —   | 1–1 | 3–1 | 6–0 |
| 2.    | Schalke 04  | 6 | 2  | 2 | 2 | 9  | 14 | −5  | 8  | Továbbjutott az egyenes kieséses szakaszba |  | 0–5 | —   | 4–3 | 1–1 |
| 3.    | Sporting CP | 6 | 2  | 1 | 3 | 12 | 12 | 0   | 7  | Átkerült az Európa-ligába                  |  | 0–1 | 4–2 | —   | 3–1 |
| 4.    | NK Maribor  | 6 | 0  | 3 | 3 | 4  | 13 | −9  | 3  |                                            |  | 1–1 | 0–1 | 1–1 | —   |

### H csoport
| Hely. | Csapat          | M | Gy | D | V | G+ | G– | Gk  | P  | Továbbjutás                                |  | POR | SHK | ATH | BATE |
| ----- | --------------- | - | -- | - | - | -- | -- | --- | -- | ------------------------------------------ |  | --- | --- | --- | ---- |
| 1.    | FC Porto        | 6 | 4  | 2 | 0 | 16 | 4  | +12 | 14 | Továbbjutott az egyenes kieséses szakaszba |  | —   | 1–1 | 2–1 | 6–0  |
| 2.    | Sahtar Doneck   | 6 | 2  | 3 | 1 | 15 | 4  | +11 | 9  | Továbbjutott az egyenes kieséses szakaszba |  | 2–2 | —   | 0–1 | 5–0  |
| 3.    | Athletic Bilbao | 6 | 2  | 1 | 3 | 5  | 6  | −1  | 7  | Átkerült az Európa-ligába                  |  | 0–2 | 0–0 | —   | 2–0  |
| 4.    | BATE Bariszav   | 6 | 1  | 0 | 5 | 2  | 24 | −22 | 3  |                                            |  | 0–3 | 0–7 | 2–1 | —    |

## Egyenes kieséses szakasz
Az egyenes kieséses szakaszban az a 16 csapat vett részt, amelyek a csoportkör során a saját csoportjuk első két helyének valamelyikén végeztek. A nyolcaddöntők sorsolásakor minden párosításnál egy csoportgyőztest (kiemeltek) egy másik csoport második helyezettjével (nem kiemeltek) párosítottak. A nyolcaddöntőben azonos nemzetű együttesek, illetve az azonos csoportból továbbjutó csapatok nem szerepelhettek egymás ellen. A negyeddöntőktől kezdődően nem volt kiemelés és más korlátozás sem.

### Nyolcaddöntők
A nyolcaddöntők sorsolását 2014. december 15-én tartották. A csoportkör első helyezettjeihez egy második helyezett csapatot sorsoltak. Azonos nemzetiségű csapatok nem kerülhettek össze. Az első mérkőzéseket 2015. február 17. és 25. között, a második mérkőzéseket március 10. és 18. között játszották.
| 1. csapat           | Össz.Tooltip Aggregate score | 2. csapat          | 1. mérk. | 2. mérk.   |
| ------------------- | ---------------------------- | ------------------ | -------- | ---------- |
| Paris Saint-Germain | 3–3 (i.g.)                   | Chelsea            | 1–1      | 2–2 (h.u.) |
| Manchester City     | 1–3                          | FC Barcelona       | 1–2      | 0–1        |
| Bayer Leverkusen    | 1–1 (t. 2–3)                 | Atlético de Madrid | 1–0      | 0–1 (h.u.) |
| Juventus            | 5–1                          | Borussia Dortmund  | 2–1      | 3–0        |
| Schalke 04          | 4–5                          | Real Madrid        | 0–2      | 4–3        |
| Sahtar Doneck       | 0–7                          | Bayern München     | 0–0      | 0–7        |
| Arsenal             | 3–3 (i.g.)                   | AS Monaco          | 1–3      | 2–0        |
| FC Basel            | 1–5                          | FC Porto           | 1–1      | 0–4        |

### Negyeddöntők
A negyeddöntők sorsolását 2015. március 20-án tartották. Az első mérkőzéseket 2015. április 14-én és 15-én, a második mérkőzéseket április 21-én és 22-én játszották.
| 1. csapat           | Össz.Tooltip Aggregate score | 2. csapat      | 1. mérk. | 2. mérk. |
| ------------------- | ---------------------------- | -------------- | -------- | -------- |
| Paris Saint-Germain | 1–5                          | FC Barcelona   | 1–3      | 0–2      |
| Atlético de Madrid  | 0–1                          | Real Madrid    | 0–0      | 0–1      |
| FC Porto            | 4–7                          | Bayern München | 3–1      | 1–6      |
| Juventus            | 1–0                          | AS Monaco      | 1–0      | 0–0      |

### Elődöntők
Az elődöntők sorsolását 2015. április 24-én tartották. Az első mérkőzéseket 2015. május 5-én és 6-án, a második mérkőzéseket május 12-én és 13-án játszották.
| 1. csapat    | Össz.Tooltip Aggregate score | 2. csapat      | 1. mérk. | 2. mérk. |
| ------------ | ---------------------------- | -------------- | -------- | -------- |
| FC Barcelona | 5–3                          | Bayern München | 3–0      | 2–3      |
| Juventus     | 3–2                          | Real Madrid    | 2–1      | 1–1      |

### Döntő
A döntőt Berlinben az Olimpiai Stadionban játszották. A döntő pályaválasztójának sorsolását április 24-én tartották, az elődöntők sorsolását követően.
| 2015. június 6. 20:45 (CEST) |

| Juventus   | 1–3               | FC Barcelona                       |
| ---------- | ----------------- | ---------------------------------- |
| Morata 55' | (0–1) Jegyzőkönyv | Rakitić 4' Suárez 68' Neymar 90+7' |

| Olimpiai Stadion, Berlin Nézőszám: 70 442 Játékvezető: Cüneyt Çakır (török) |

| A 2014–2015-ös UEFA-bajnokok ligája győztese |
| -------------------------------------------- |
| FC Barcelona 5. cím                          |